# استخراج البيانات
استخراج البيانات هو فعل أو عملية استرداد البيانات من مصادر البيانات (عادة غير مهيكلة أو سيئة التنظيم) لمزيد من معالجة البيانات أو تخزين البيانات (ترحيل البيانات). وبالتالي، عادةً ما يتبع الاستيراد إلى نظام الاستخراج الوسيط تحويل البيانات وربما إضافة البيانات الوصفية قبل التصدير إلى مرحلة أخرى في سير عمل البيانات.
عادةً ما يتم تطبيق مصطلح استخراج البيانات عندما يتم استيراد البيانات (التجريبية) لأول مرة إلى جهاز حاسوب من مصادر أولية، مثل أجهزة القياس أو التسجيل. عادةً ما تقدم الأجهزة الإلكترونية الحالية موصلًا كهربائيًا (مثل USB) يمكن من خلاله نقل «البيانات الأولية» إلى جهاز حاسوب شخصي.